# Versoix (Fluss)
Die Versoix ist ein rund 27 km langer Fluss, der als Divonne auf französischem Staatsgebiet am Jurasüdfuss entspringt und bei Versoix im Schweizer Kanton Genf in den Genfersee mündet. Sie entwässert einen Abschnitt des Plateaus zwischen dem Genfersee und dem Jura und gehört zum Einzugsbereich der Rhone. Die Fläche des Einzugsgebietes der Versoix beträgt 89 km².

## Geographie

### Verlauf
Im ersten Abschnitt fliesst die Divonne zunächst ostwärts durch das Zentrum von Divonne-les-Bains und erreicht kurz danach eine breite Talniederung, die auf 465 m ü. M. liegt und durch den Höhenrücken von Chavannes vom Genfersee getrennt ist. In der Ebene liegen ein teilweise bewaldetes, sumpfiges Feuchtgebiet und der See Lac de Divonne. Der Fluss heisst von diesem Bereich an Versoix. In der flachen Zone zweigen zwei Kanäle ab, die über die Grenze zwischen Frankreich und der Schweiz zu Ortschaften am Genfersee führen.
Die Versoix fliesst östlich um den Divonnesee herum und wendet sich nach Südsüdwesten. Er fliesst auf einer längeren Strecke parallel zum Westufer des Genfersees, wobei er über 9 km die Staatsgrenze zwischen der Schweiz und Frankreich bildet. In der breiten Talsenke befinden sich grössere Sumpfgebiete, welche die Versoix, deren Gefälle jetzt weniger als 0,1 Prozent beträgt, mit zahlreichen Mäandern durchquert. Das Feuchtgebiet links des Flusses, auf Schweizer Staatsgebiet, ist als Landschaftsschutzgebiet mit der Bezeichnung «Marais de la haute Versoix» im Bundesinventar der Landschaften und Naturdenkmäler von nationaler Bedeutung eingetragen und zudem als national bedeutendes Amphibienschutzgebiet «Grand Bataillard, Marais de la Versoix» geschützt. Besonders wertvolle Abschnitte dieser Flusslandschaft sind ausserdem als national bedeutende Auen registriert und umfassen ein schönes Flachmoor. Auch das Gebiet am rechten, französischen Ufer der Versoix ist eine Naturschutzzone.
Unterhalb von Sauverny beginnt sich die Versoix allmählich in die Plateaulandschaft einzutiefen. Von Westen mündet hier der Oudar, der im Pays de Gex am Jurasüdhang entspringt. Die Versoix fliesst nun nach Südosten und tritt ganz auf Schweizer Staatsgebiet (Kanton Genf) über. Sie fliesst in einem etwa 20 Meter tiefen Tal mit einer bis zu 300 Meter breiten flachen Talsohle. Der Flussabschnitt liegt im mehrere Quadratkilometer grossen Wald Bois de Versoix, wo mehrere Seitenbäche in die Versoix münden. Bei La Bâtie erhält sie mit dem Creuson den zweiten nennenswerten Zufluss. Im Gebiet von Chavannes-des-Bois liegt auf der linke Seite des Flusses das bedeutende Amphibienlaichgebiet «Combes Chappuis».
Unterhalb von Richelien fliesst die Versoix mit etwas mehr Gefälle im breiten Tal nach Südosten. Auch dieser Flussabschnitt ist im Bundesinventar der Auengebiete von nationaler Bedeutung eingetragen. Der Talabschnitt Bois du Faisan ist ein Schutzgebiet von Pro Natura. Südlich von Versoix mündet der gleichnamige Fluss mit einem kleinen Schwemmkegel in den Genfersee.
Über weite Strecken fliesst die Versoix in einem Bachbett, dessen natürlicher oder naturnaher Zustand erhalten ist. Trotz der Nutzung des Wassers seit dem Mittelalter sind die Ufer nur im Bereich von Divonne-les-Bains und Versoix verbaut.

### Brücken

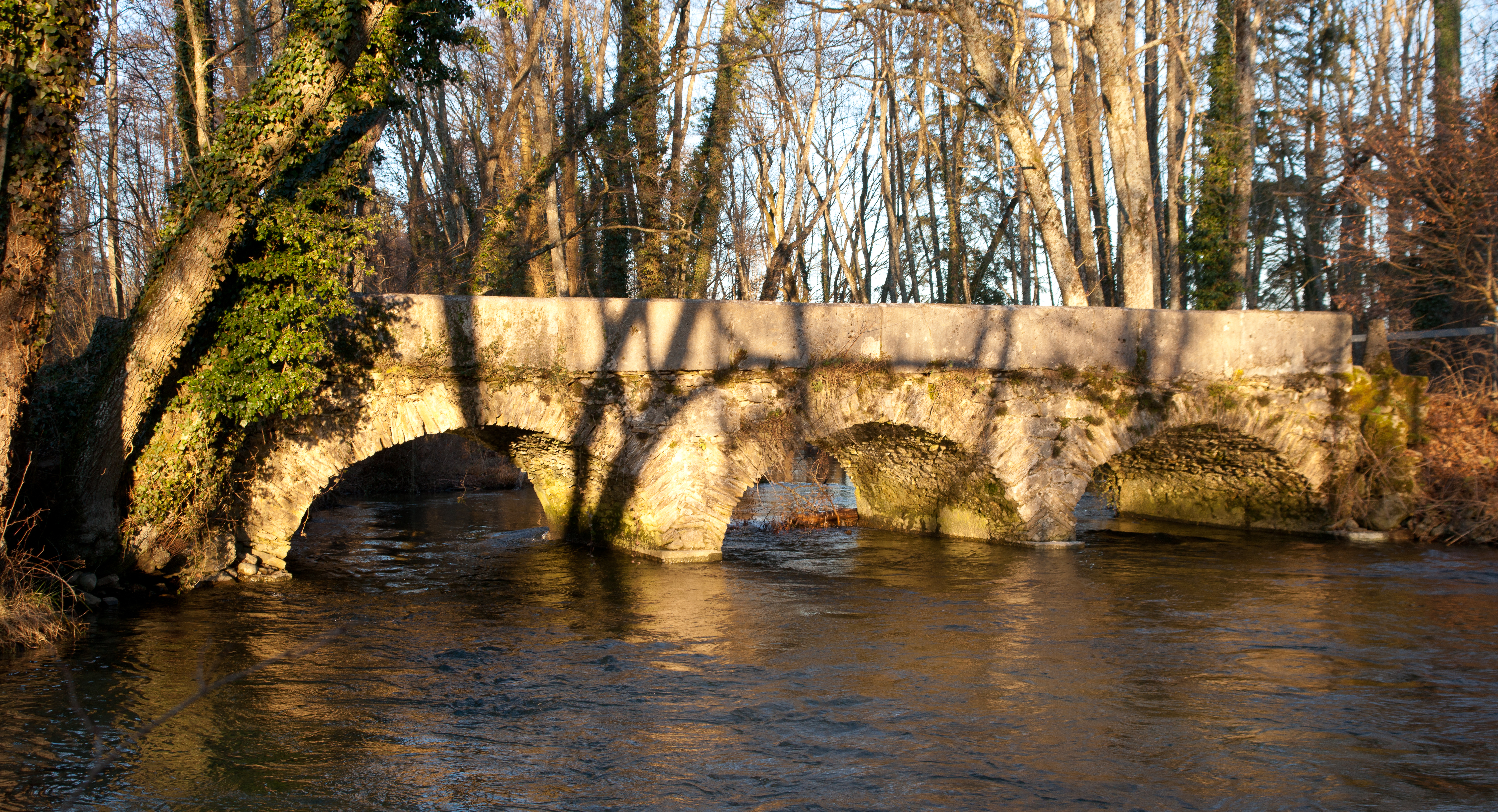
Bogenbrücke bei Grilly

Der Fluss wird in der mehrheitlich dicht besiedelten Landschaft von zahlreichen Brücken überquert. Bei Versoix führen die Autobahn A1, die Hauptstrasse 1 und die Bahnstrecke Lausanne–Genf über das Flusstal. Bei Chavannes-de-Bogis überquert die Hauptstrasse 121 den Fluss und wird in Frankreich von der Departementsstrasse 15 weitergeführt. In Divonne überquert zudem die französische Departementstrasse 984c den Fluss. Dazu kommen etwa zwölf weitere Brücken in Frankreich, zwei auf der Flusstrecke entlang der Landesgrenze und neun weitere in der Schweiz.

## Hydrologie
Die Versoix besitzt ein nivopluviales Abflussregime. Hochwasser können im Frühling während der Schneeschmelze im Jura sowie im späteren Verlauf des Jahres bei starken Gewittern oder langanhaltenden Niederschlägen auftreten. Gespeist durch den Karstwasserkörper im Jura führt die Versoix auch nach längeren Trockenperioden verglichen mit anderen Flüssen ähnlicher Streckenlänge noch verhältnismässig viel Wasser. Die mittlere jährliche Abflussmenge bei Versoix beträgt 3,7 m³/s.

## Geschichte und Nutzung
Erstmals urkundlich erwähnt wird der Flussname im Jahr 1319 unter dem Namen Aqua Versoye. Später erschienen die Bezeichnungen Versoya (1497), Versois (1730) und Versoie (1906). Der Name leitet sich vom altfranzösischen Wort versoi oder bersoye (Schlupfwinkel, Geflecht aus Weidenrute) ab.
Schon in römischer Zeit wurde ein Teil des Quellwassers der oberen Versoix abgeleitet und mit einem Aquädukt zur Stadt Colonia Iulia Equestris (Nyon) geführt. Teile des antiken Kanals sind im Gelände noch heute auszumachen.
Seit dem Mittelalter wurde die Wasserkraft der Versoix für den Betrieb von Mühlen und Hammerschmieden genutzt. Im 16. Jahrhundert traten an deren Stelle die Papiermühlen, besonders bei Divonne-les-Bains, bei Sauverny und bei La Bâtie. Die Papiermühle von La Bâtie wurde 1880 geschlossen. Danach existierte bei Versoix eine Papierfabrik, die ihren Betrieb jedoch im Jahr 2000 aufgeben musste.
An drei verschiedenen Orten wird Wasser von der Versoix abgeleitet. Dies wurde teilweise bereits im Mittelalter gemacht, um kleine Bäche, die direkt in den Genfersee münden und im Sommer kaum Wasser führten, mit einer möglichst konstanten Wasserkapazität zu versorgen, die sowohl für die Nutzung durch Mühlen als auch für die Bewässerung der Landwirtschaftsgebiete ausreichte. Der Canal de Crans überquert bei Crassier die Grenze und erreicht im Gebiet des Kantons Waadt die Flur von Crans, wo er den Nant du Pry speist; der Canal le Brassu führt durch Bogis zum Wasserwerk der Mühle Moulin-de-l’Oie, bewässert die Landschaft bei Céligny im Kanton Genf und mit dem abzweigenden Canal le Grenier das Gebiet von Commugny (Waadt). Mit dem dritten Kanal, der 1785 eingeweiht wurde, wird das Wasser der Versoix von La Bâtie über 5,4 km entlang dem nördlichen Talhang für industrielle und Bewässerungszwecke nach Versoix-la-Ville geführt, das zu jener Zeit neu gegründet wurde.

## Natur

### Fauna
In der Versoix kommen Forellen, Groppen und Äschen vor.
Am natürlichen Flusslauf der Versoix wurde 1956 mit dem ersten Wiederansiedlungsprojekt von Bibern in der Schweiz begonnen. Die ersten Tiere waren in Südfrankreich gefangen und nach Genf gebracht worden. Die Population hat sich seither im Tal der Versoix etabliert.

### Tourismus
1995 wurde der Naturlehrpfad Sentier Nature de la Versoix eingerichtet.